# Aneflus sonoranus
Aneflus sonoranus är en skalbaggsart som beskrevs av Thomas Casey 1924. Aneflus sonoranus ingår i släktet Aneflus och familjen långhorningar. Inga underarter finns listade i Catalogue of Life.